# Надеждин, Евгений Дмитриевич
Евгений Дмитриевич Надеждин — советский хозяйственный и политический деятель.

## Биография
Родился в 1920 году деревне Подгорное Шуйской волости Вологодского уезда.
Окончил Ивановский индустриальный техникум, Вологодский железнодорожный техникум.
Участник Великой Отечественной войны на Сухумском направлении в составе частей 46-й армии Закавказского фронта
В 1946—1952 гг. — работник депо поселка Вожега.
В 1952—1964 гг. — инструктор транспортного отдела, секретарь, первый секретарь Череповецкого городского комитета КПСС.
В 1964—1980 гг. — заведующий промышленным отделом Вологодского областного комитета КПСС.
В 1980—1986 гг. — заведующий отделом металлургической и химической промышленности Вологодского областного комитета КПСС.
Делегат XXII съезда КПСС.
Умер в 2010 году в Вологде.

## Награды
- Орден Отечественной войны II степени (06.04.1985)
- Орден Трудового Красного Знамени (1963, 25.08.1971, 1976)